# هوغن وارتون
هوغن وارتون (بالإنجليزية: Hogan Wharton)‏ هو لاعب كرة قدم أمريكية أمريكي، ولد في 13 ديسمبر 1935 في مقاطعة هود في الولايات المتحدة، وتوفي في 8 أكتوبر 2008 في شوجر لاند في الولايات المتحدة.

## وصلات خارجية
- هوغن وارتون على موقع مرجع كرة القدم المحترفة.كوم (الإنجليزية)